# Travagliato
Travagliato is een gemeente in de Italiaanse provincie Brescia (regio Lombardije) en telt 11.761 inwoners (31-12-2004). De oppervlakte bedraagt 17,8 km², de bevolkingsdichtheid is 647 inwoners per km².

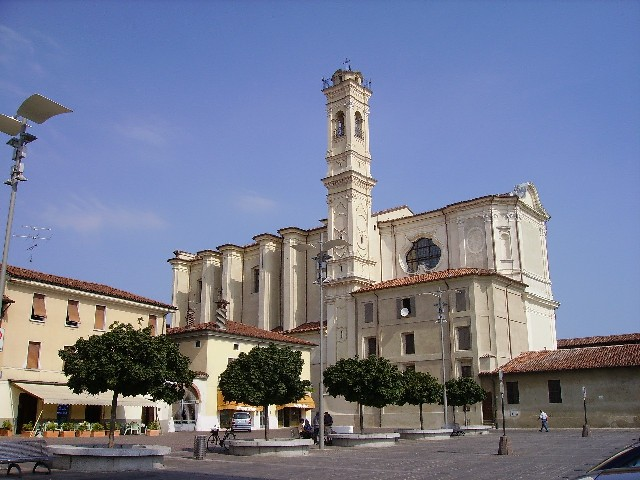
Parochiekerk
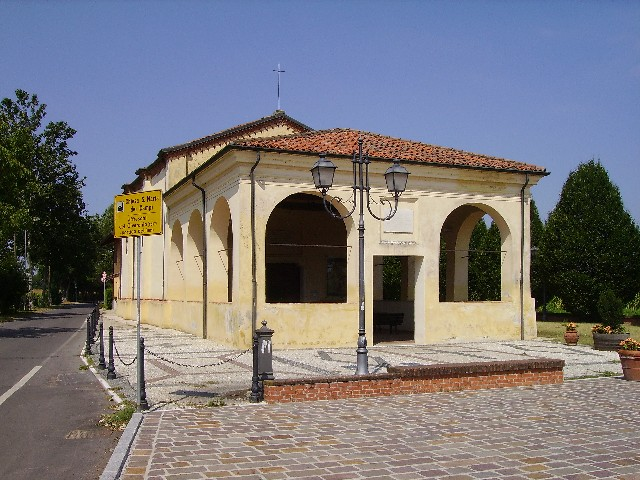
Santa Maria dei Campikerk
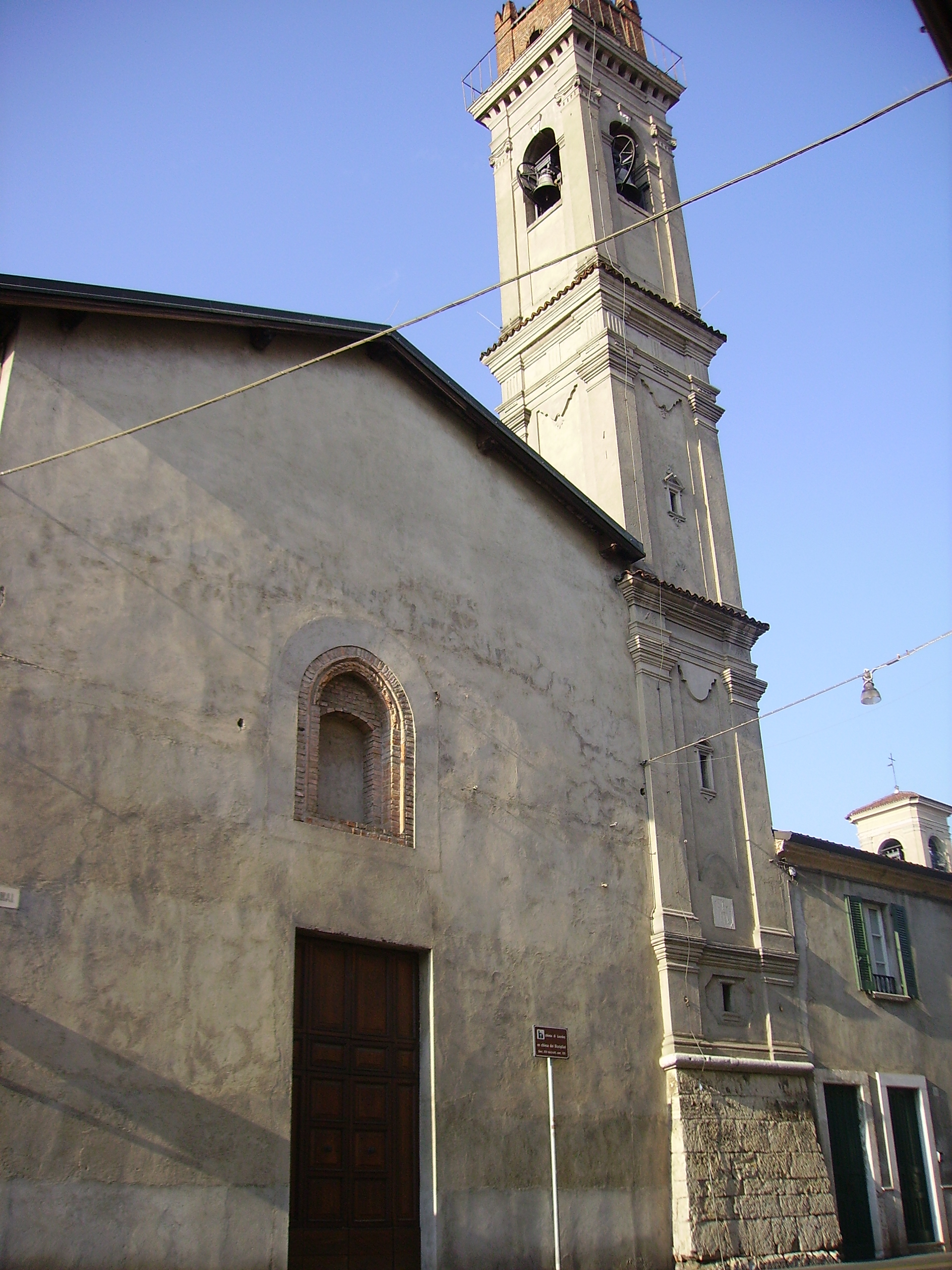
Lourdeskerk

## Demografie
Travagliato telt ongeveer 4529 huishoudens. Het aantal inwoners steeg in de periode 1991-2001 met 15,0% volgens cijfers uit de tienjaarlijkse volkstellingen van ISTAT.
| Jaar | Inwoneraantal |
| ---- | ------------- |
| 1991 | 9579          |
| 2001 | 11.012        |

## Geografie
Travagliato grenst aan de volgende gemeenten: Berlingo, Castegnato, Cazzago San Martino, Lograto, Ospitaletto, Roncadelle, Rovato, Torbole Casaglia.

## Geboren
- Franco Baresi (8 mei 1960), voetballer